# Beitrag für gesellschaftliche Fonds
Der Beitrag für gesellschaftliche Fonds (BGF) war in der DDR eine Abführung der Betriebe an den Staatshaushalt.
Der BGF wurde 1984 in der zentralgeleiteten Industrie und ein Jahr später im Bauwesen eingeführt. Er betrug 70 % auf die Lohnsumme der jeweiligen Betriebe. Es handelte sich damit um eine Art Lohnsummensteuer. Der BGF war Bestandteil der Kosten und durfte als Bestandteil der Industriepreise kalkuliert werden. Auf die Endverbraucherpreise hatte er keine Auswirkung. Das führte zu einer weiteren Verzerrung des Preissystems in der DDR.
Die Einführung des BGF wurde mit wachsenden gesellschaftlichen Aufwendungen für die Verbesserung des materiellen und geistigen Lebensniveaus, für das Gesundheitswesen, die soziale und kulturelle Betreuung und anderes begründet, also für Maßnahmen, die zur Reproduktion der Arbeitskraft in ihrem umfassenden Sinne gehören. Die Ausgaben für diese Maßnahmen wurden größtenteils aus dem Staatshaushalt finanziert.
Der BGF war in vier Verordnungen über den Beitrag für gesellschaftliche Fonds geregelt. Mit der Einführung der Währungs-, Wirtschafts- und Sozialunion zum 1. Juli 1990 wurde der BGF aufgehoben.